# Turniej o Srebrny Kask 1999
Turniej o Srebrny Kask 1999 – rozegrany w sezonie 1999 turniej żużlowy z cyklu rozgrywek o „Srebrny Kask”, w którym mogli uczestniczyć zawodnicy do 21. roku życia. W rozegranym w Grudziądzu finale zwyciężył Mariusz Franków. Drugi był Mariusz Węgrzyk, a trzecie miejsce zajął Tomasz Cieślewicz.

## Finał
- 8 września 1999 r. (środa), Grudziądz

| Msc. | Zawodnik              | Klub                | Pkt  |             |  |
| ---- | --------------------- | ------------------- | ---- | ----------- |  |
| 1    | Mariusz Franków       | Polonia Piła        | 12+3 | (2,3,1,3,3) |  |
| 2    | Mariusz Węgrzyk       | WTS Wrocław         | 12+2 | (3,0,3,3,3) |  |
| 3    | Tomasz Cieślewicz     | Stal Gorzów Wlkp.   | 12+d | (3,2,2,3,2) |  |
| 4    | Rafał Okoniewski      | Stal Gorzów Wlkp.   | 11   | (3,2,3,t,3) |  |
| 5    | Grzegorz Kłopot       | ZKŻ Zielona Góra    | 11   | (2,3,2,2,2) |  |
| 6    | Tomasz Rempała        | Stal Rzeszów        | 8    | (3,3,d,d,2) |  |
| 7    | Karol Malecha         | Iskra Ostrów Wlkp.A | 8    | (1,3,3,1,0) |  |
| 8    | Andrzej Zieja         | WTS Wrocław         | 8    | (2,1,3,2,0) |  |
| 9    | Tomasz Chrzanowski    | Apator Toruń        | 7    | (1,0,1,3,2) |  |
| 10   | Krzysztof Cegielski   | Stal Gorzów Wlkp.   | 7    | (2,1,2,1,1) |  |
| 11   | Marcin Ryczek         | ŁTŻ Łódź            | 5    | (d,2,1,1,1) |  |
| 12   | Jarosław Hampel       | Polonia Piła        | 4    | (w,0,0,1,3) |  |
| 13   | Maciej Jąder          | Unia Leszno         | 4    | (1,2,0,0,1) |  |
| 14   | Krzysztof Słaboń      | Polonia Bydgoszcz   | 4    | (w,1,0,2,1) |  |
| 15   | Wiesław Ośkiewicz     | GKM Grudziądz       | 3    | (0,1,2,0,0) |  |
| 16   | Sebastian Smoter      | ZKŻ Zielona Góra    | 1    | (0,0,1,d,0) |  |
|      | rez. Wojciech Węgrzyn | RKM Rybnik          | 2    | (2)         |  |
|      | rez. Grzegorz Knapp   | GKM Grudziądz       | ns   |             |  |